# Mléč zelinný

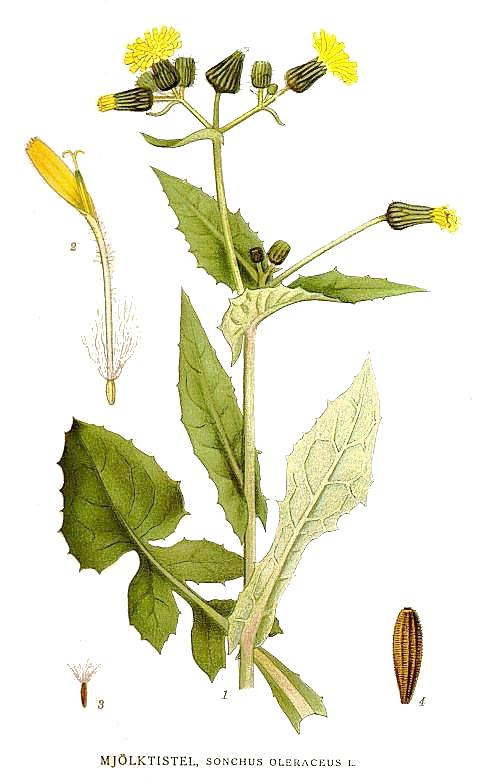
Mléč zelinný – ilustrace

Mléč zelinný (Sonchus oleraceus) je středně vysoká, žlutě kvetoucí, plevelná, převážně jednoletá rostlina která po poranění pletiva mléčí.

## Rozšíření
Vyrůstá v mírném podnebném pásu celé Evropy i ostatních světadílů. V České republice je velmi rozšířeným druhem, vyskytuje se od nížin až po pahorkatiny, dává přednost neutrálním až slabě kyselým půdám dobře zásobených živinami, preferuje polostinná místa. Často vyrůstá na polích, v zahradách, vinicích, pastvinách a také na neobdělávaných místech, rumištích, okrajích cest a jiných synantropních stanovištích.

## Popis
Jsou to jednoleté nebo jen zřídka ozimé rostliny s mléčnicemi ze kterých po pohmoždění vytéká bílá šťáva, latex. Na dobrých půdách vytváří mohutné rostliny s řepovitě ztloustlým jednoduchým nebo větveným kůlovitým kořenem až 20 cm dlouhým. Z něj nejprve vyrůstá listová růžice s řapíkatými listy které usychají ještě před dobou kvetení. Z růžice roste přímá, dutá lodyha vysoká 30 až 120 cm, v horní části má žláznaté chlupy a je vrcholičnatě rozvětvená. Porostlá je měkkými, nelesklými, šedě zelenými, střídavě vyrůstajícími listy které jsou v její spodní části zúžené do křídlatého řapíku a v horní svou střelovitou bázi se špičatými oušky lodyhu objímají. Listové čepele jsou v obrysu podlouhle vejčité a po obvodu nestejnoměrně osinkatě zubaté, dolní a střední listy jsou kracovitě nebo lyrovitě peřenosečné nebo peřenodílné a horní menší bývají celistvé. Lodyžní listy dorůstají do délky až 35 cm a šířky 15 cm, lodyha mívá červenavý nádech. Je to druh hojně proměnlivý hlavně ve tvaru listů a chlupatosti.
Květní úbory široké 1 až 2 cm vyrůstající na dlouhých, ochlupených stopkách (až 10 cm) jsou uspořádány po 5 až 15 v chocholičnatém květenství, ještě nerozvité bývají pokryté bílými chlupy. Úbory obsahují 110 až 180 žlutých, výhradně jazykovitých oboupohlavných kvítků. Korunní trubky jsou světle žluté, jazýčky s pěti zoubky na koncích sytě žluté. V kvítku je pět tyčinek se žlutými prašníky které přesahuje čnělka s rozdvojenou bliznou. Úbory bývají pro opylující hmyz otevřené nejvýše 2 dny a to v období od června do října. Víceřadý zákrov vejčitě válcovitého tvaru je 10 až 13 mm široký a zpočátku hustě chlupatý. Jeho listeny v počtu 25 až 33 dosahují jen do poloviny délky kvítků.

## Rozmnožování
Mléč zelinný se rozmnožuje výhradně semeny která dozrávají zhruba za 7 dnů po opylení. Jsou to úzce vejčité, skořicovitě hnědé nažky o velikosti 3 × 1 mm. Mají obvykle jen tři podélná žebra a jsou na omak drsná, jejich jednoduchý, bílý, snadno opadavý chmýr bývá asi 6 mm dlouhý. Na jedné rostlině může dozrát i pár tisícovek lehkých, ochmýřených nažek které dobře roznáší vítr nebo voda, dokáží po krátkou dobu i plavat. Vysemeněné rostliny včetně kořenů s příchodem zimy usychají.
Nažky jsou schopné klíčit ihned po dozrání, mladé semenáčky ale jen zřídka přežijí zimní období. Většinou klíčí hromadně z povrchových vrstev půdy až při vyšších teplotách v průběhu dalšího roku. Mají poměrně krátkodobou životnost (jeden až dva roky) a také nevyklíčí z větší hloubky.Kříží se s mléčem drsným kterému se velmi podobá, vzniklé hybridy jsou však neplodné.

## Význam
Mléč zelinný je bylinou považovanou za plevel. V běžných polních podmínkách je však na intenzivně obhospodařovaných pozemcích plevelem málo významným. Nebezpečným se stává hlavně při pěstování zeleniny, jahod a v okopaninách, kdy při zvýšeném výskytu svým dynamickým růstem v letních měsících škodí užitkovým rostlinám odčerpáváním vláhy, živin i zastíněním. Jeho likvidace posečením je málo účinná, rychle z kořenů obráží. Semena průběžně klíčí po celý rok, je proto po sklizni účinná podmítka strnišť a hluboká orba, která přemístí semena z povrchu do hloubky, odkud nevyklíčí. Nejlepších výsledků lze ale dosáhnout použitím herbicidů.
mléč zelinný je jednou z prvních divokých bylin, které dorůstají pro konzumaci. Je lehce hořký, ale také nasládlý. Používá se k detoxikaci, a lidé se po jeho užití "cítí svěží". V některých čínských kantronech jej užívají jen smíchaný se solí, octem, paprikou či česnekem, jinde jej uvaří a do vývaru z něj následně vymačkají šťávu, čímž vznikne základ k přípravě polévek.

## Vyobrazení

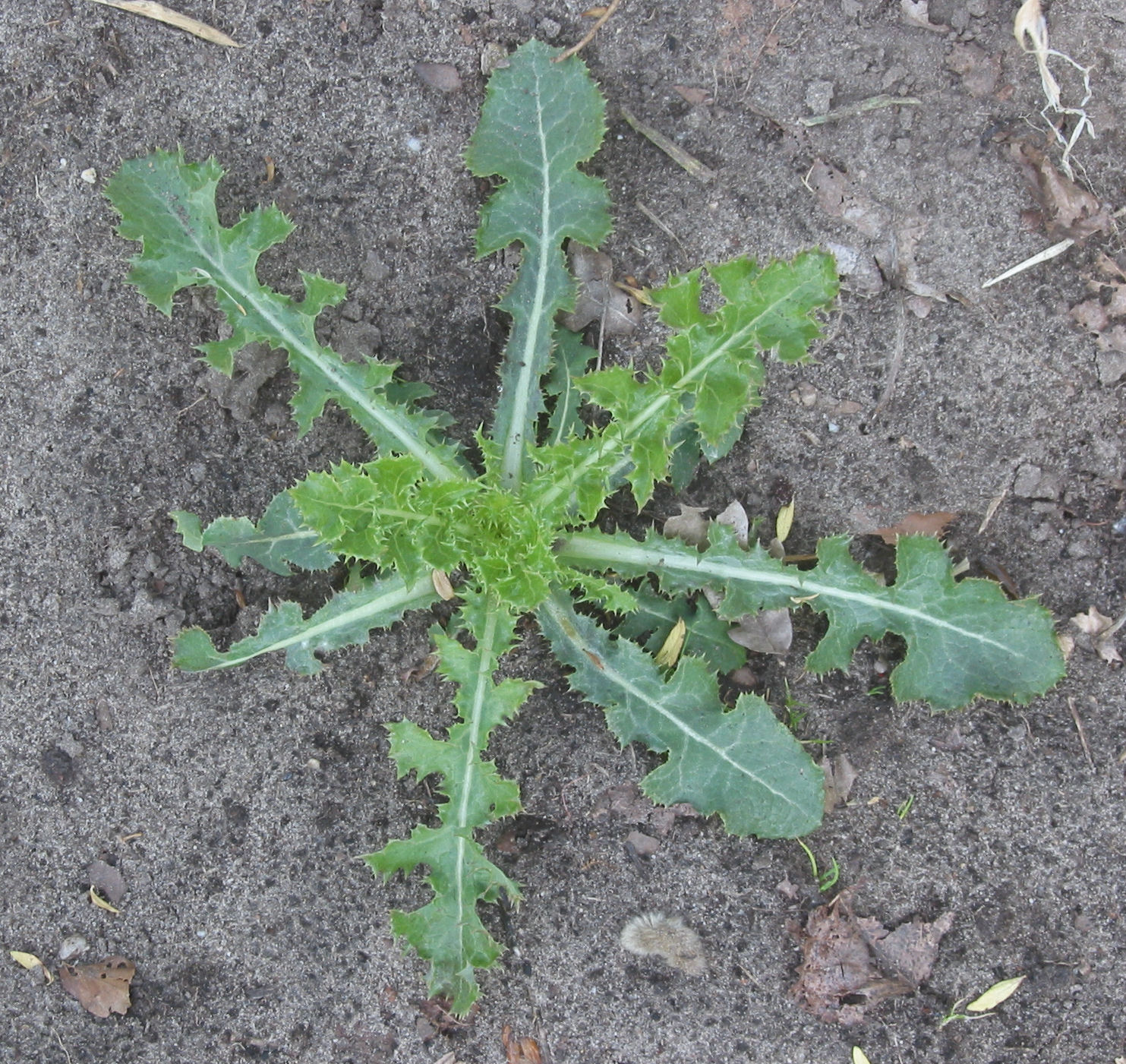
Listová růžice
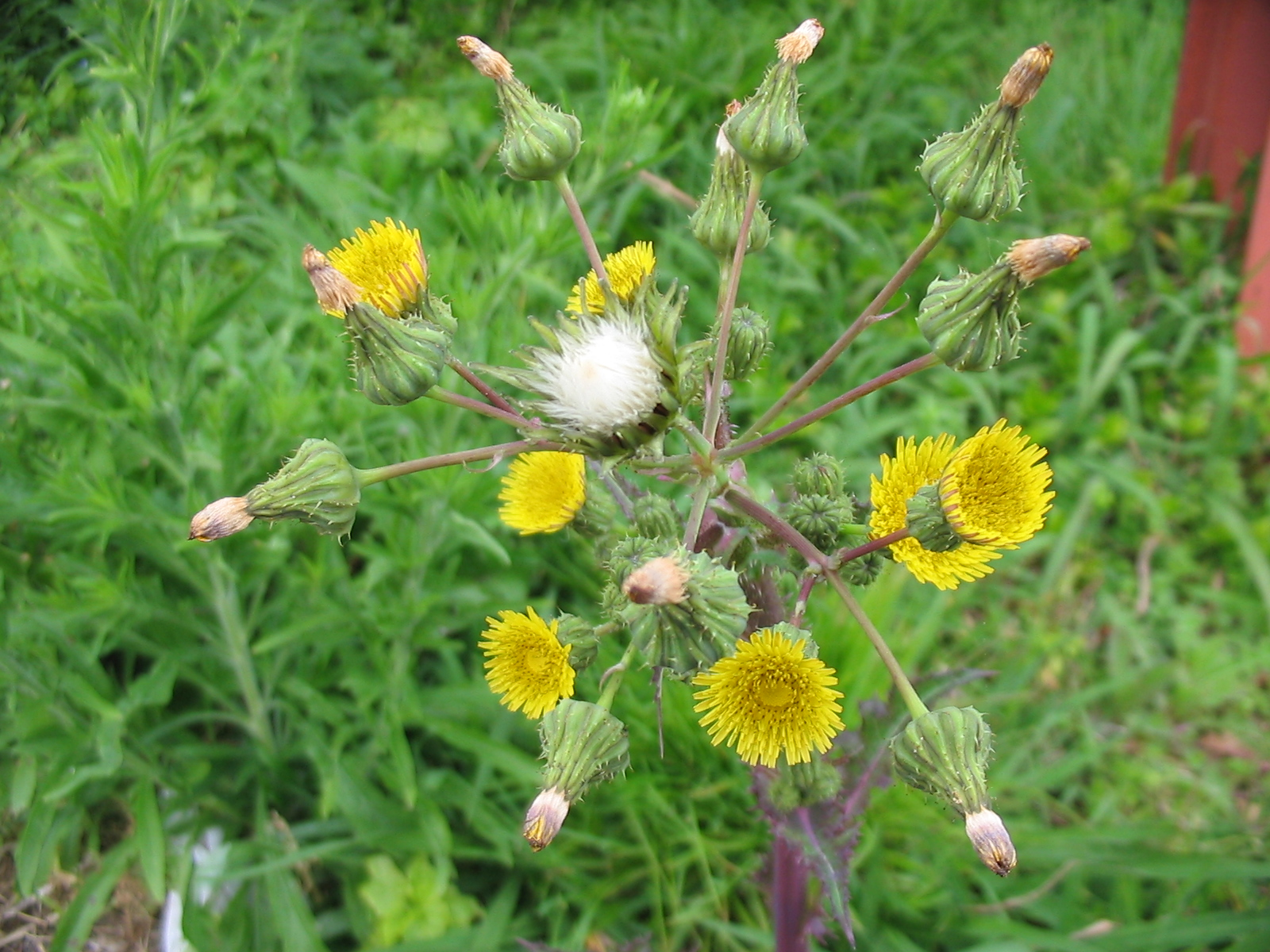
Květenství
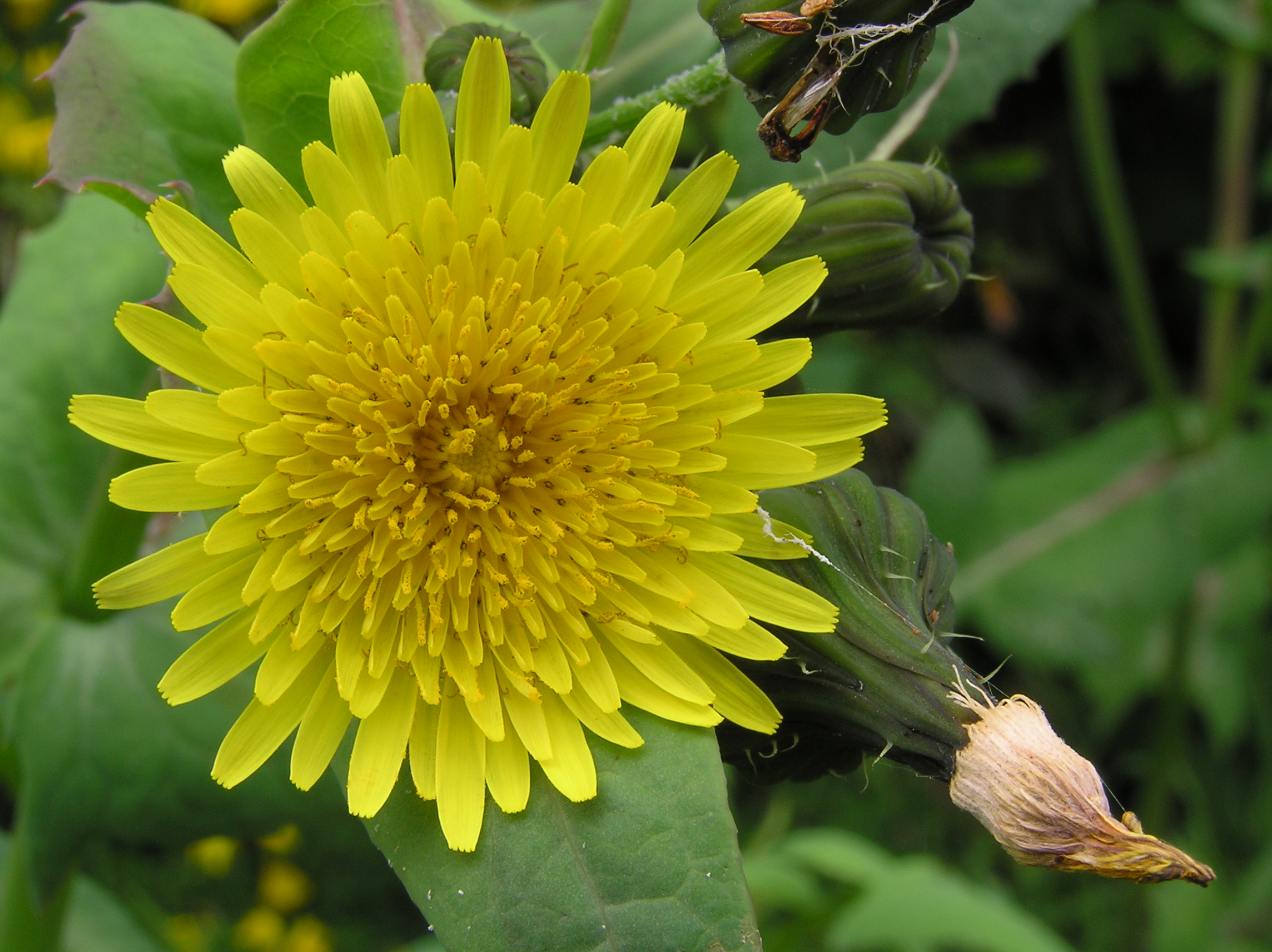
Úbor s jazykovými kvítky
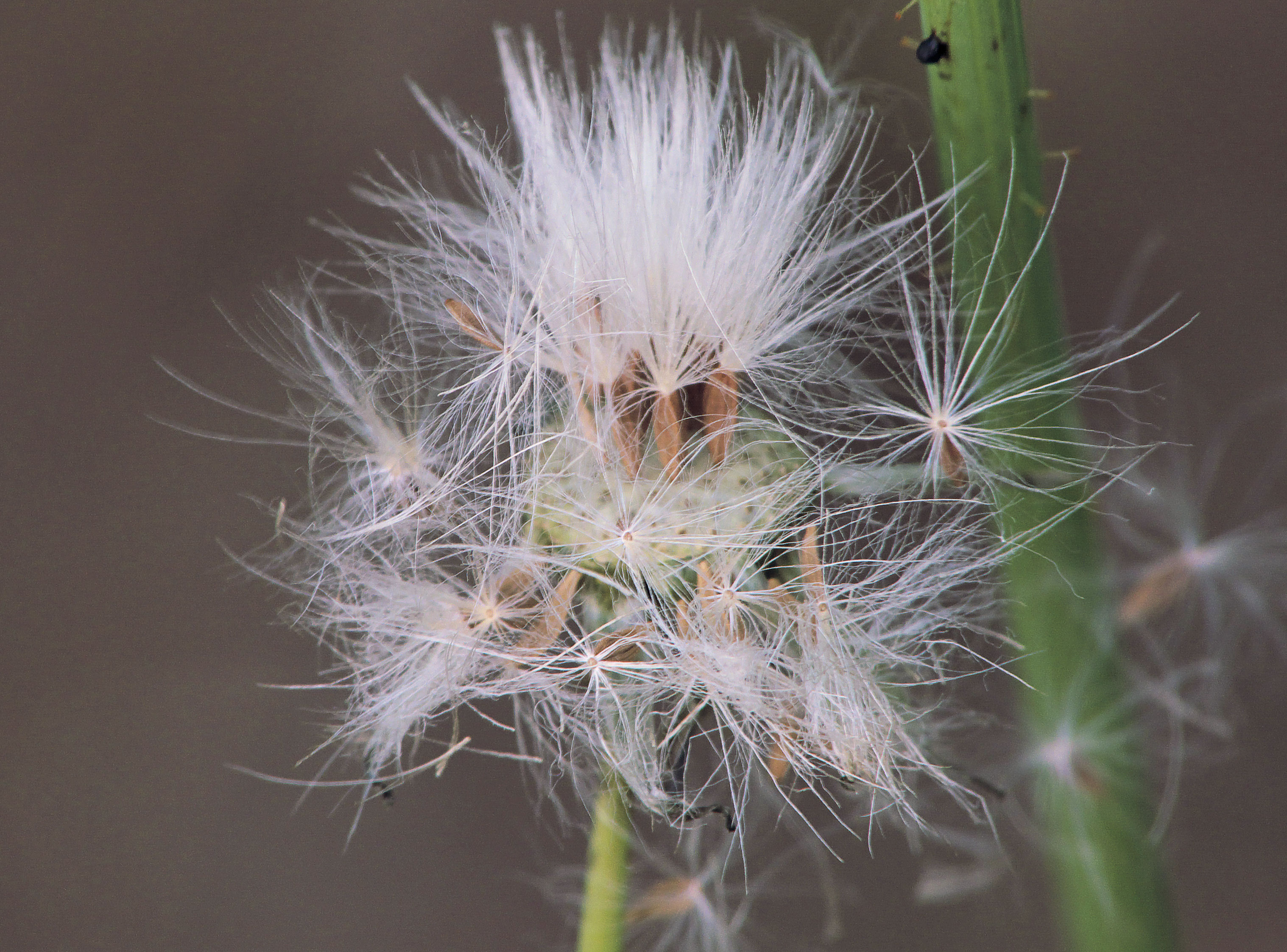
Zralé nažky s chmýrem